# The Enemy Within (Fernsehserie)
The Enemy Within ist eine US-amerikanische Fernsehserie von Ken Woodruff. Die Hauptrollen in der Agentenserie spielen Morris Chestnut als FBI-Agent und Jennifer Carpenter als wegen Hochverrats verurteilte CIA-Codeknackerin, die als Zweckgemeinschaft Jagd auf Staatsfeinde machen, die die USA von innen heraus zerstören wollen. Die Serie hatte ihre Premiere am 25. Februar 2019 beim Sender NBC. Nach Ausstrahlung der ersten Staffel gab NBC am 30. Mai 2019 bekannt, die Serie nicht fortzusetzen.

## Handlung
2015 ist Erica Shepherd Decodierungs-Expertin und stellvertretende Direktorin der CIA und jagt einen russischen Verbrecher namens Mikhail Vassily Tal – bis er sie mit dem Leben ihrer Tochter dazu erpresst, ihm Informationen über jene vier Agenten zu liefern, die seine jüngsten Bomben entschärfen konnten. Erica sieht keine andere Wahl als seinen Anweisungen zu folgen. Dies führt zur Ermordung der Agenten, woraufhin Erica von FBI-Agent Will Keaton verhaftet und zu 15 aufeinander folgenden lebenslangen Haftstrafen ohne Bewährung verurteilt wird. Drei Jahre später schlägt Tal auf amerikanischem Boden zu, und Keatons Vorgesetzter überredet ihn, ausgerechnet Erica als Expertin in die Ermittlungen einzubeziehen. Sie lässt  sich auf die Bedingungen ein und liefert Informationen, mit denen ein Angriff gestoppt und ein Verdächtiger gefasst werden kann. Doch Tals Netzwerk ist in den letzten Jahren enorm gewachsen, und seine Verbündeten leben längst undercover inmitten in der Gesellschaft und der Politik und warten auf Tals Befehl, die USA von Innen heraus anzugreifen.

## Produktion
„The Enemy Within ist ein charakterzentrierter Thriller, der sich in der Welt der Spionageabwehr abspielt“, schreibt serienjunkies.de und weiß: „Zwischen der Serienbestellung und der Ankündigung haben sich die Produzenten der Serie dazu entschieden, Jennifer Carpenters Protagonistin umzubenennen. Während sie zuvor den aggressiven Namen Erica Wolfe trug, heißt sie nun beschützerisch Erica Shepherd.“